# Jacob Ter Veldhuis

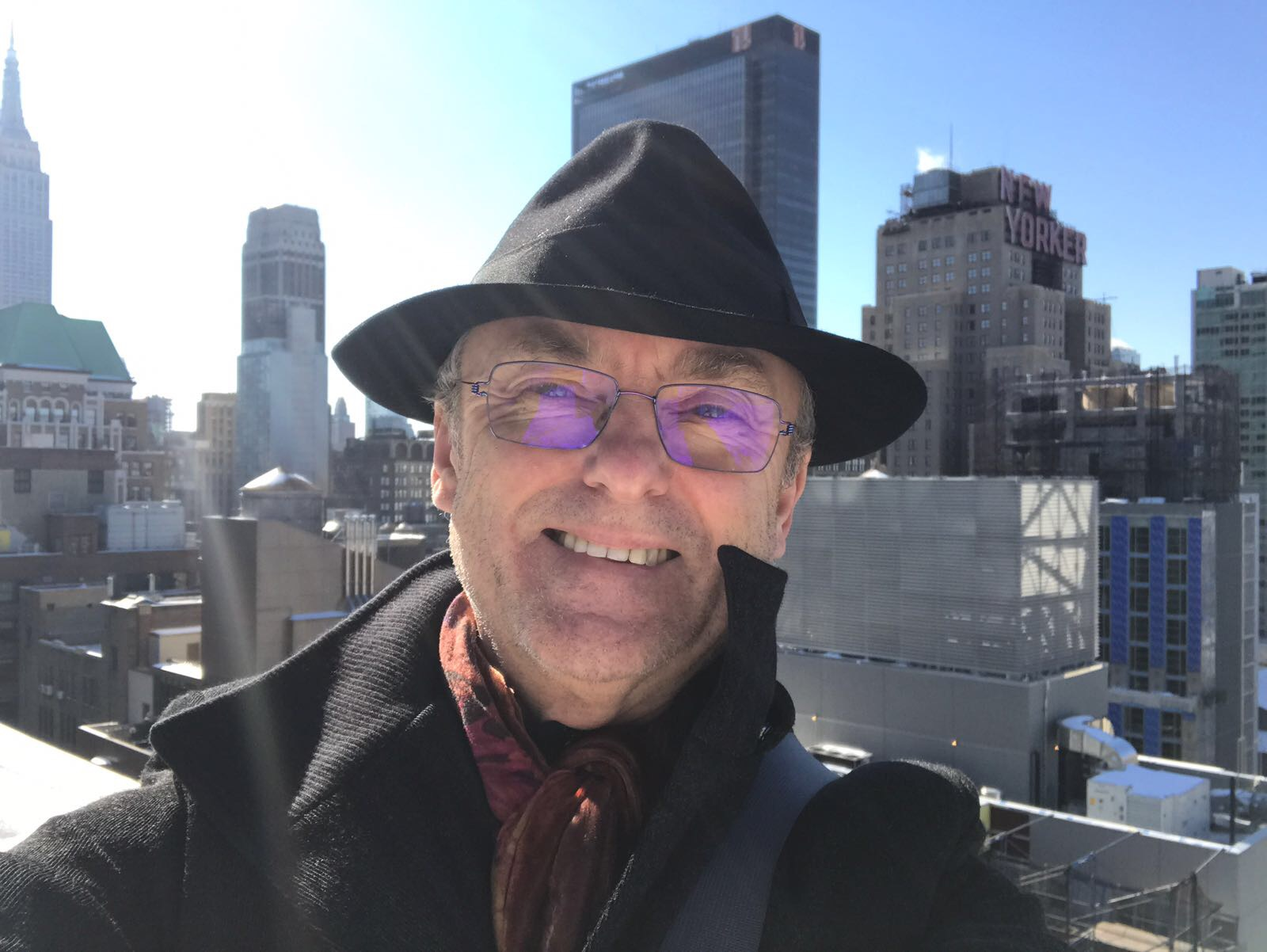
Jacob Ter Veldhuis

Jacob Ter Veldhuis (* 14. November 1951), bekannt unter dem Künstlernamen Jacob TV, ist ein niederländischer zeitgenössischer Komponist.

## Leben
Jacob Ter Veldhuis begann als Rockmusiker und studierte dann am Prins Claus Conservatorium in Groningen. Dort wurde er 1980 mit dem niederländischen Kompositionspreis ausgezeichnet.

## Werk
Ter Veldhuis’ Kompositionen lassen sich grob in zwei Kategorien einteilen: auf der einen Seite stehen klassisch geprägte Kammermusik und Orchesterwerke, auf der anderen seine so genannte Boombox-Musik. Dabei handelt es sich um Musik für Soloinstrumente oder Ensembles, die zusammen mit elektronisch aufgezeichneten Klängen zur Aufführung kommen. Dazu nutzt er die Boombox, einen in den 1980er Jahren populären tragbaren CD-Player, der in der urbanen Jugendkultur jener Zeit eine große Rolle spielte. Ter Veldhuis verarbeitet so unter anderem authentisches Sprachmaterial aus Fernsehdokumentationen und Interviews.
Ter Veldhuis kritisiert die in der zeitgenössischen klassischen Musik vorherrschenden dissonanten Kompositionen und schreibt größtenteils konsonante, harmonische Musik. Er selbst bezeichnet seine Musik als „avant pop“.